# Dagaare-Wali-Sprachen
Dagaare-Wali (auch: Oti-Volta-Sprachen, West, Nordwest) ist die Bezeichnung einer Sprachgruppe der Gur-Sprachen in der Familie der Niger-Kongo-Sprachen in Westafrika. 
Die Dagaare-Wali-Sprachen werden in Ghana und Burkina Faso gesprochen. Insgesamt zählen neun Sprachen zu dieser Gruppe. Dabei ist das Mòoré mit über 5 Millionen Sprechern die zahlenmäßig stärkste Sprache dieser Gruppe; Safaliba ist mit ca. 4.000 Sprechern die kleinste der Dagaare-Wali-Sprachen. Insgesamt zählen über 6 Millionen Sprecher zur Sprachgruppe der Dagaare-Wali.

## Sprachenfamilie
Niger-Kongo-Sprachen
Atlantik-Kongo-Sprachen
Volta-Kongo-Sprachen
Nord
Gur-Sprachen
Zentral
Nord
Oti-Volta-Sprachen
West
Nordwest (Dagaare-Wali)
Dagaari-Birifor-Sprachen
Birifor
Dagaari
Dagaare, Ghana
Dagaari Dioula, Burkina Faso
Dagara, Northern, Burkina Faso
Farefare, Ghana
Mòoré, Burkina Faso
Safaliba, Ghana
Wali, Ghana